# Uovo con gallina per Kelch
L'Uovo con gallina per Kelch è un uovo di Pasqua gioiello che fu fabbricato a San Pietroburgo tra il 1899 e il 1903 sotto la supervisione di Michael Perkhin, per conto del gioielliere russo Peter Carl Fabergé al quale era stato ordinato da Alexander Kelch che ne fece dono a sua moglie, l'ereditiera Barbara Kelch.
Mentre il donante e la ricevente sono certi, non lo è la data in quanto l'uovo reca il punzone introdotto a San Pietroburgo nel 1899.
Probabilmente è il primo delle sette uova che, ogni anno dal 1898 al 1904, furono ordinate da Alexander Ferdinandovich Kelch e che Michael Perkhin, all'epoca mastro orafo della Fabergé, realizzò ispirandosi a quelle imperiali.
l'Uovo con gallina per Kelch è una versione dell'Uovo con gallina imperiale del 1885 più grande e arricchita con i diamanti incastonati sul bordo, sulla sorpresa e due diamanti tagliati come una lastra sottile, in effetti tutte le uova Kelch hanno maggiori dimensioni di quelle imperiali.
Quando fu venduto a Malcolm Forbes, si credette che l'uovo facesse parte della serie imperiale per la presenza dei ritratti dello zar Nicola II visibile all'esterno e dello zarevic nascosto nella gallina;
invece le ricerche hanno rivelato che i ritratti imperiali hanno sostituito, rispettivamente, il monogramma (BK) e il ritratto della destinataria originale, Barbara Kelch, probabilmente quando lʹoggetto è stato venduto a Parigi.

## Proprietari
Barbara Kelch lasciò il marito e la Russia nel 1905, quando si trasferì a Parigi dopo che gran parte della sua fortuna era stata spazzata via durante la guerra russo-giapponese; nel 1920 vendette le sue uova Fabergé.
Nel 1920 l'Uovo con gallina per Kelch fu una delle sei uova vendute dal gioielliere Morgan di Rue de la Paix a Parigi, a Léon Grimberg di A la Vieille Russie, che all'epoca aveva sede pure a Parigi e che vendette l'uovo nel 1928 ad uno statunitense.
Attorno al 1940 l'uovo fu acquistato dal re Fārūq I d'Egitto; il 10 marzo 1954 fu venduto da Sotheby's Cairo (King Farouk Sale) per 15.225 $ ad Alexander Schaffer di A La Vieille Russie che nel frattempo aveva trasferito la sua sede a New York.
Nel 1961 l'uovo fu venuto a Lansdell K. Christie e nel 1966, dopo la sua morte, fu acquistato da Malcom Forbes attraverso una trattativa privata con A La Vieille Russie.
Il 4 febbraio 2004 la casa d'aste Sotheby's ha annunciato che, senza passare per una pubblica asta, la Forbes Magazine Collection era stata acquistata da Viktor Vekselberg per quasi 100 milioni di dollari, in questo modo più di 180 opere d'arte Fabergé, incluso l'Uovo con gallina per Kelch e nove delle rare uova imperiali, dopo circa ottant'anni sono tornate nel loro paese d'origine dove dal novembre 2013 sono esposte al Museo Fabergé di San Pietroburgo.

## Descrizione
L'uovo è fatto d'oro, smalto rosso fragola, bianco e giallo, diamanti taglio rosetta o tagliati come una lastra sottile, pelle scamosciata.
Il guscio, smaltato di rosso fragola traslucido su fondo ghiglioscé, giace su un fianco e si apre orizzontalmente in due metà incernierate, rivelando l'interno smaltato di bianco a rappresentare l'albume ed un tuorlo smaltato di giallo opaco.
I bordi e la cerniera sono coperti da fasce d'oro, su quella superiore è incastonata una fila di diamanti ed è fissata una placchetta che funge da pulsante di chiusura e sulla quale è posto un diamante tagliato come una lastra sottile attraverso il quale si legge la data "1898".
Ad una estremità è fissata un'altra placchetta, circondata da piccoli diamanti e coperta da un altro diamante tagliato come una lastra sottile sotto il quale, originariamente, erano visibili le iniziali di Barbara Kelch che sono state sostituite da un ritratto in miniatura dello zar Nicola II.
L'uovo conserva la sua scatola originale di legno di agrifoglio, con sulla fodera la scritta dorata in cirillico "Fabergé, San Pietroburgo, Mosca" sotto l'aquila imperiale.
L'uovo è appoggiato su un supporto variopinto a sei zampe fatto fare tra il 1940 e il 1954 da re Faruq d'Egitto.

### Sorpresa
Il tuorlo è incernierato e al suo interno, in uno scomparto rivestito di pelle scamosciata, è celata una piccola gallina d'oro, dipinta con smalto traslucido nei toni dell'arancione, del giallo, del rosso e del marrone, con le penne bianche e le zampe naturalisticamente cesellate, gli occhi sono diamanti taglio rosetta.
La gallina si apre in senso orizzontale, con una cerniera sotto la coda e racchiude un cavalletto d'oro in miniatura, con le gambe pieghevoli e sormontato da un diamante a forma di cuore e un rubino intagliato a fiamma.
Sul cavalletto è posta una cornice di cristallo di rocca con la parte superiore a forma di fiocco, incastonata di diamanti, che contiene una miniatura dello zarevic Aleksej Nikolaevič in uniforme del Quarto battaglione dei fucilieri della guardia; poiché Aleksej è nato sei anni dopo la data iscritta sull'uovo si ritiene che negli anni trenta il ritratto originale di Barbara Kelch fu sostituito con quello attuale.
Il cavalletto è marchiato con le iniziali del mastro orafo e Fabergé in cirillico e con il punzone di saggio di 56 standard per l'oro a 14 carati, inoltre con il contrassegno d'importazione francese.

## Ispirazione

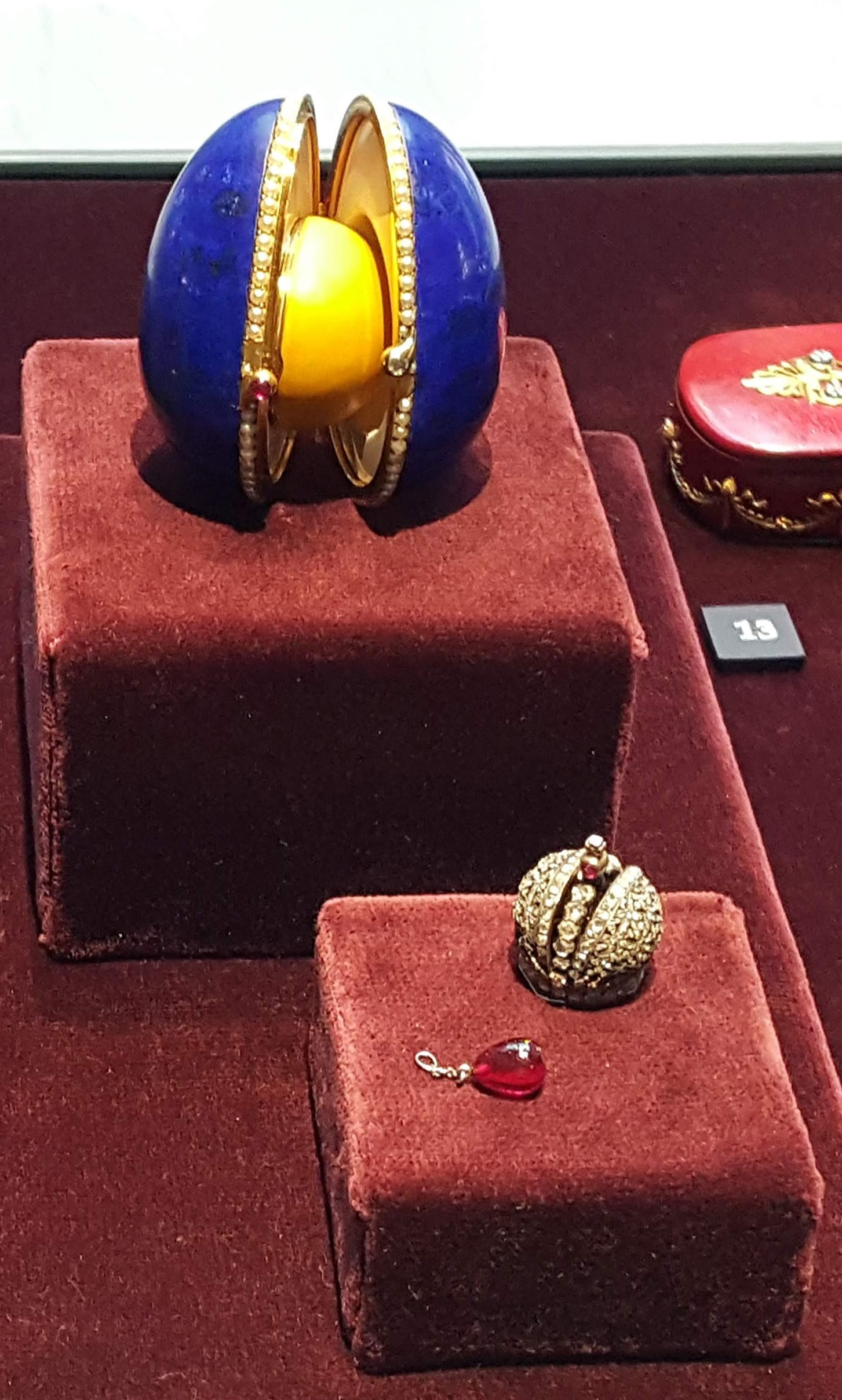
Uovo di lapislazzuli con le sorprese.

L'Uovo con gallina per Kelch è molto simile all'Uovo scandinavo ed è pressoché identico a l'Uovo di lapislazzuli; quest'ultimo contiene nel tuorlo una corona imperiale in miniatura di platino e diamanti con all'interno un pendente di rubino, è privo di marchi e si trova al Cleveland Museum of Art..